# Abrahámovská náboženství

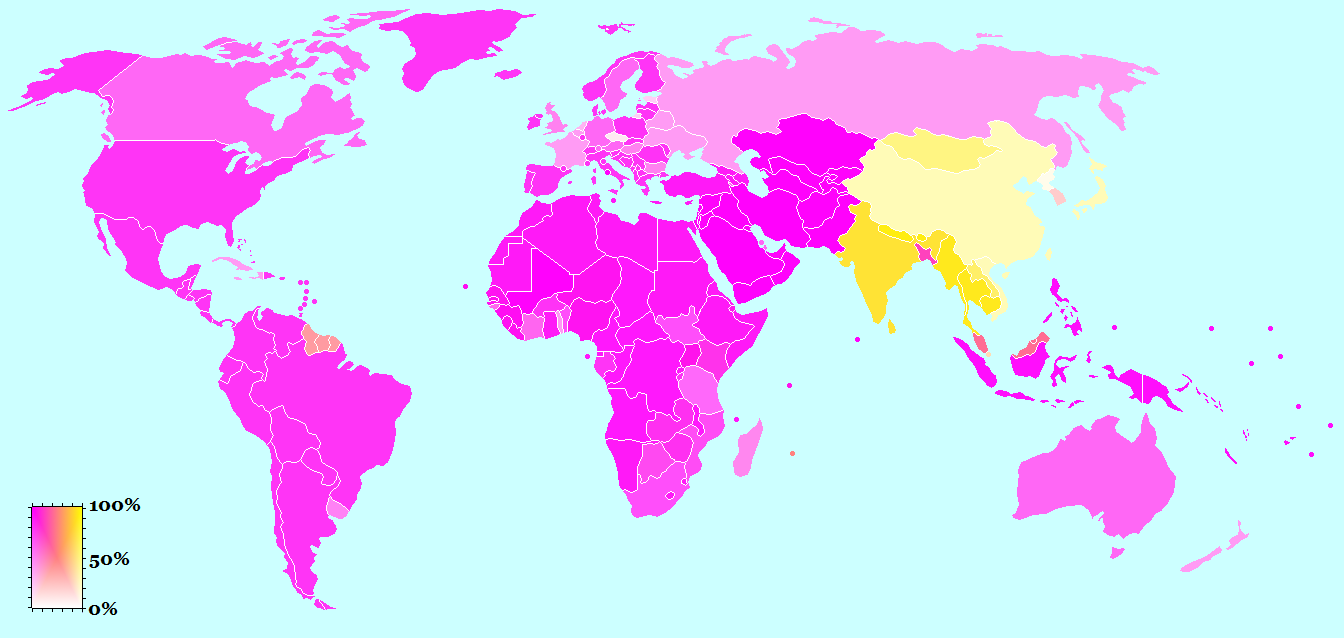
Světové rozšíření náboženství abrahámovských (růžová) a dharmických (žlutá)

Abrahámovská náboženství jsou náboženské systémy, které svou duchovní tradici spojují s Abrahámem. Jedná se především o judaismus, křesťanství a islám (včetně synkretických odnoží jako jsou alevité nebo šabakismus), tedy světová náboženství, která jsou přímo či nepřímo ovlivněna starověkým semitským náboženstvím, mezopotámským náboženstvím nebo zoroastrismem. Dále k nim patří samaritánství, drúzismus, mandejství, jarsanismus, bábismus, víra Bahá'í a rastafariánství.
Přes řadu odlišností mají abrahámovská náboženství řadu společných znaků. Především je spojuje víra v jednoho osobního Boha – monoteismus, přičemž Bůh je zároveň chápán jako tvůrce a soudce světa a člověka, který odměňuje dobré a trestá zlé lidi (na tomto světě a podle některých tradic i posmrtně). Lidé mohou mít k tomuto Bohu osobní vztah projevující se zejména modlitbou a konáním dobrých skutků; častý byť nikoli všeobecně přítomný je i důraz na povinnost šíření své víry (misie).
Křesťanství a židovství přímo sdílejí svá svatá Písma: spisy nazývané v judaismu Tanach jsou u katolických a pravoslavných křesťanů součástí Starého zákona a tedy jejich Bible, zatímco protestanti dokonce Tanach chápou jako celý Starý zákon. I posvátná Písma specifická pro jednotlivá náboženství často přebírají teologické obsahy, postavy a příběhy ze spisů historicky starších náboženství, třebaže tyto tradice často přetvářejí a reinterpretují. Křesťanský Nový zákon tak navazuje na prorocká očekávání Starého zákona a události Ježíšova života a smrti vykládá v duchu těchto proroctví.
Také Mohamed zpočátku považoval původní židovské a křesťanské zjevení za pravé a navázal na ně. V Koránu se o Bibli mluví jako o svaté knize, která byla Ježíšovi zjevena zrovna tak, jako Muhammadovi Korán. Až pozdější islámská právní věda zaujala stanovisko, podle kterého křesťané chápou Ježíšem předaná zjevení nesprávně, v Koránu o tom zmínka není. Podle islámu křesťané a židé chápou nauku obsaženou v Písmu překrouceně a pravdu zvěstují jen částečně, jelikož pravdu v celé své hloubce obsahuje pouze Korán. Přestože muslimové[kdo?] Bibli a její nauku odmítají, sdílejí s židy a křesťany kromě víry v Abrahama i řadu dalších prvků, například modifikované Desatero nebo víru v Ježíše jako jednoho z proroků. Naproti tomu novinář New Yorkeru, Rollo Romig, říká: „Bible je v islámu považována za svatou knihu.“ Bahaismus je svou povahou značně otevřený a kromě biblických a islámských vlivů akceptuje jako pravé i prvky dalších zejména východních náboženství.

## Boží jméno
Abrahámovská náboženství sdílí některá jména a tituly užívané pro Boha:
- hebrejské יהוה JHVH, interpretováno jako Jahve či Jehova vykládané jako „jsem, který jsem“[8] a je užíváno především v judaismu. Z obavy magické manipulace s Božím jménem a jeho znesvěcení se v židovské náboženské praxi Bůh raději označoval opisnými tituly „Pán“ (אדני, Adonaj), „Bůh Všemohoucí“ (אל שדי, El šadaj). V křesťanství a křesťanských překladech Bible je tradičně překládáno jako Pán (řecké Kyrios, latinské Dominus), v češtině též Hospodin, od poloviny 20. století je užíváno také Jahve či Jehova. Jako Jehovu také Boha označuje náboženské hnutí Svědků Jehovových, jméno Jah užívají rastafariáni.

- hebrejské אלהים‎‎ Elohim může označovat jak židovského Boha, ale také jiné bohy. Do češtiny je překládáno jako Bůh. V mormonismu je jména Elohim užíváno pro Boha Otce.

- arabské الله Alláh' „Bůh“ vychází patrně z téhož kořene jako hebrejské elohím.[9] Jméno Alláh není v arabštině typické pouze pro islám, nýbrž je obecným pojmenováním Boha, jehož užívají též například arabští křesťané. Jména Alláh užívají také baháísté vedle běžnějšího Bahá „všeslavný, všenádherný“.

## Mezináboženské kontakty
Specificky mezi těmito náboženstvími, uctívajícími jediného Boha, hovoříme někdy o tzv. abrahamovské ekumeně. Některá mezináboženská setkání se stávají i terčem kritiky. Celoafrická konference církví má dokonce mezináboženský dialog ve svém programu, ale zahrnuje do něj kromě křesťanství a islámu také tradiční, mnohdy synkretistická náboženství. Ve 21. století jsou dokumentována mezináboženská setkání na akademické půdě.